# Raphaël Majan
Raphaël Majan (ce nom est un pseudonyme) est un écrivain français né en 1963 à Saint-Sébastien, si l'on s'en réfère aux indications publiées par son éditeur. Fonctionnaire, il aurait travaillé au Ministère de l'Intérieur.

## Œuvre littéraire: la sérieLes Contre-enquêtes du commissaire Liberty
Il inaugure en 2004 chez P.O.L une série de romans policiers qui rend compte des faits et méfaits de Liberty Wallance, un commissaire de police au sang-froid incroyable, cultivé, et épris d’une justice un peu particulière : la sienne. Pour lui, un crime impuni est une tare intolérable, aussi met-il tout en œuvre pour trouver un coupable à chaque crime, peu importe si le coupable est innocent. Par goût de l’ordre, il arrange des affaires, viole (attention: ça n'est pas un pervers sexuel, mais un moyen de tuer !) et assassine, se débarrasse de quelques gêneurs, transforme des inconnus déplaisants en meurtriers, à coups de faux indices et s’acharne à leur attribuer des mobiles absurdes. Liberty, qui rend la justice aussi bien qu'il tue, est un assassin qui ne choisit pas tant ses victimes que ses coupables. Avec une conception aussi élastique de la morale, personne n’est à l’abri de sa malveillance neutre. Sur le thème du délire sécuritaire, cette série absurde et décalée détourne les codes du roman policier traditionnel et cultive l’humour noir avec une élégance jubilatoire. Le lecteur s’amuse à suivre les raisonnements et les coups de sang du héros.

## Personnages de la série
- Commissaire Liberty Wallance
- Jeanne Filogral : sœur du commissaire
- Kevin Rocamadour : gay, amoureux du commissaire
- Nathale Malicorne : subordonnée guadeloupéenne
- Damien Fagis : subalterne arriviste et détesté
- Louis Lavraut : collaborateur adoré
- Martine Lavraut : épouse de Louis Lavraut, maîtresse du commissaire
- Hervé Amédée Léandre Gou : divisionnaire
- François-Joseph Aramandes : juge